# Evelyn Cristina Lourenco Delogú
Evelyn Cristina Lourenco Delogú (* 6. Februar 1981 in São Paulo) ist eine brasilianische Volleyballspielerin.

## Karriere
Delogú spielte in ihrem Heimatland und in der Schweiz bei VFM Franches-Montagnes, ehe sie vom deutschen Bundesligisten 1. VC Wiesbaden verpflichtet wurde. 2008 wechselte sie zum Ligakonkurrenten Smart Allianz Stuttgart. 2011 gewann die Libera mit Stuttgart den DVV-Pokal. 2015/16 spielte Delogú in Frankreich bei Istres Ouest Provence Volley-Ball. Anschließend kehrte sie zurück nach Brasilien.
Seit 2022 spielt Delogú in Portugal, zunächst bei Clube Kairós und seit 2022 bei Porto Vólei.